# ČSD-Baureihe 433.0
Die Fahrzeuge der ČSD-Baureihe 433.0 waren vierfachgekuppelte Tenderlokomotiven der Tschechoslowakischen Staatsbahnen (ČSD).

## Geschichte
Nach dem Zweiten Weltkrieg bestand in der Tschechoslowakei ein hoher Bedarf an neuen Lokomotiven, um die kriegsbedingten Fahrzeugverluste auszugleichen. Für den Dienst auf den Nebenbahnen entwickelte ČKD in Prag eine vierfach gekuppelte Tenderlokomotive, die mit ihrer Achsfahrmasse von nur 13 t ohne Einschränkungen im Nebennetz einsetzbar war. Konstruktiv basierte die neue Lokomotive auf der bewährten Reihe 423.0.
Die erste Lokomotive 433.001 wurde im März 1948 fertiggestellt. Am 2. März 1948 absolvierte sie ihre Abnahmefahrt von Praha-Vršovice nach Říčany. Bis zum 30. November 1948 wurden alle bestellten 60 Lokomotiven ausgeliefert.
Zum Einsatz kamen die Lokomotiven in Mähren auf den Strecken zwischen Prostějov, Chornice, Skalice nad Svitavou und Třebovice v Čechách. Sie wurden bis zum Ende der Dampftraktion bei den ČSD verwendet, erst 1980 wurde die letzte Lokomotive ausgemustert.
Als Museumslokomotiven blieben sechs Exemplare der Baureihe 433.0 erhalten:
- 433.001 in Brno (Museumslokomotive der ČD; betriebsfähig)
- 433.002 in Valašské Meziříčí (Exponat des Technischen Nationalmuseums Prag; betriebsfähig)
- 433.014 im Eisenbahnmuseum Zlonice (in stark devastiertem Zustand)
- 433.015 im Eisenbahnmuseum Zubrnice; nicht betriebsfähig
- 433.023 in Vrútky (Museumslokomotive der ZSSK; betriebsfähig)
- 433.049 im Eisenbahnmuseum Lužná u Rakovníka, nicht betriebsfähig